# Есипов, Виктор Михайлович
Ви́ктор Миха́йлович Есипов (Вогман) (род. 23 апреля 1939, Москва) — российский литературовед, историк литературы, русский поэт.

## Биография
Родился в семье художника-живописца М. С. Вогмана, в 1961 году окончил Калининградский технический институт рыбной промышленности и хозяйства, затем до 1991 года работал инженером в учреждениях Минэнерго СССР.
С 1974 года публикуется как поэт в различных изданиях центральной печати («Юность», «Знамя», «Смена», «Литературная газета», альманах «Поэзия», сборники «День поэзии»). В 1987 году в серии «Новинки „Современника“» вышла первая книга стихов «Общий вагон», в 1994 году — «Стихи разных лет».
С 1989 года печатает литературоведческие статьи в журналах и научных изданиях («Вопросы литературы», «Филологические науки», «Вестник Российской академии наук», «Московский пушкинист», «Временник Пушкинской комиссии», «Новый мир», «Знамя», «Октябрь»). Специализируется на творчестве А. С. Пушкина и других проблемах истории русской литературы XIX—XX веков, автор книги «Пушкин в зеркале мифов» и др.
C 1996 года член редакции выпускаемого ИМЛИ РАН (Проект РГНФ) Собрания сочинений А. С. Пушкина, размещённых в хронологическом порядке, ответственный редактор ряда томов (тт. 4, 5, 6). С 2006 года — старший научный сотрудник Института мировой литературы.
Член Союза писателей Москвы с 1995 года. Член Международного ПЕН-клуба с 2013 года.
В 2003—2009 годах — литературный представитель В. П. Аксёнова. После смерти писателя (2009) подготовил к публикации и опубликовал в литературных и научных журналах материалы из его американского архива. Составитель ряда посмертных сборников произведений В. П. Аксёнова и воспоминаний о нём.
Автор художественно-мемуарной книги «Об утраченном времени».

### Семья
Двоюродный брат писателя и диссидента Б. И. Балтера. Зять советского литературного критика И. Т. Козлова, позднее муж переводчицы французской литературы Ирины Радченко (1951—2005).

### Книги о русской литературе
- Царственное слово: Статьи о творчестве А. С. Пушкина и Анны Ахматовой. М.: Сампо, 1998.
- Пушкин в зеркале мифов. М.: Языки славянской культуры, 2006.
- Божественный глагол: Пушкин. Блок. Ахматова. М.: Языки славянской культуры, 2010.
- Четыре жизни Василия Аксёнова. М.: Рипол классик, 2016.
- От Баркова до Мандельштама. СПб.: Нестор-История, 2016.
- Мифы и реалии пушкиноведения. Избранные работы. — М.-СПб.: Нестор-История, 2018. — ISBN 978-5-4469-1292-6..
- Пушкин и Николай I. Исследование и материалы.. — СПб.: Нестор-История, 2019. — ISBN ISBN 978-5-4469-1582-8..
- Переписка А. С. Пушкина с А. Х. Бенкендорфом.. — СПб.: Нестор-История, 2020. — ISBN ISBN 978-5-4469-1804-1..

### Книги (составитель)
- Аксёнов В. П. Ква-ка-ем, ква-ка-ем (Предисловия, послесловия, интервью). М.: Зебра-Е. 2007.
- Аксёнов В. П. Логово льва: забытые рассказы. М.: Астрель, 2010 (2014).
- Аксёнов В. П. Самсон и Самсониха: Ранние рассказы. М.: Астрель, 2011.
- Есипов В. М. (сост). Василий Аксёнов — одинокий бегун на длинные дистанции. М.: Астрель, 2012.
- Аксёнов В. П. Одно сплошное Карузо (сборник). М.: Эксмо, 2014.
- Аксёнов В. П. Ловите голубиную почту (переписка 1940—1990 гг.). М.: АСТ, 2015.
- Аксёнов В. П. Остров Личность (очерки, публицистика, радиовыступления). Предисловие В. М. Есипова. М.: Эксмо, 2017.
- Балтер Б. И. «Судьёй, между нами может быть только время». К столетию со дня рождения / сост. В. М. Есипов. — М.: Зебра Е, 2019. — 288 с. — ISBN 978-5-907164-21-5.

### Статьи по русской литературе XIX—XX веков
- «Как времена Веспасиана…» (К проблеме героя в творчестве Анны Ахматовой 40—60-х годов) // Вопросы литературы, вып. 6, 1991.
- О замысле «Графа Нулина» // Московский пушкинист, вып. 2, М.: ИМЛИ РАН, 1996.
- Два этюда о пушкинской прозе // Московский пушкинист, вып. 3, М. : ИМЛИ РАН, 1996 (Странная фраза в «Гробовщике», «Семейные истории Гриневых и Уартонов»).
- «Сей профиль женственный с коварною горбинкой…» // Вопросы литературы,

1997, вып. 1.
- «Скажите мне, чей образ нежный…» (К проблеме «утаенной любви» А. С. Пушкина) // Московский пушкинист, вып. 4, М.: ИМЛИ РАН, 1997.
- «К убийце гнусному явись…» // Вопросы литературы, 1998, вып. 1 (затем: // Московский пушкинист, вып. V, М.: ИМЛИ РАН, 1998).
- «К убийце гнусному явись…»//Вестник РАН, том 68, номер 9, сентябрь 1998.
- Два этюда: «Милость к падшим…»; Почему Италия? // Вопросы литературы, 1999, вып. 3.
- «Милость к падшим…» // Московский пушкинист, вып. VI, М.: ИМЛИ РАН, 1999.
- «Зачем ты, грозный аквилон…» (О стихотворениях «Аквилон» и «Арион») // Московский пушкинист, вып. VII, М.: ИМЛИ РАН, 2000.
- «В последний раз твой образ милый…» // Московский пушкинист, вып. IX, М.: ИМЛИ РАН, 2001.
- Германн, Нарумов и любовная интрига в «Пиковой даме»//Московский пушкинист, вып. IX, М.: ИМЛИ РАН, 2001.
- «И только высоко у царских врат…» (Об одном стихотворении Блока) // Вопросы литературы, вып. 4, М., 2001.
- Что мы знаем об Иване Петровиче Белкине? // Вопросы литературы, вып. 6, М., 2001.
- Об одном трагическом заблуждении Александра Блока // Вопросы литературы, вып. 2, М., 2002.
- «Необычайные, неправдоподобные» ситуации в «Повестях Белкина» // Вопросы литературы, вып. 3, М., 2002.
- «Печаль моя полна тобою…» (Обзор существующих комментариев к шедевру пушкинской лирики) // Московский пушкинист, вып. Х, М.: ИМЛИ РАН, 2002.
- «Нет, нет, Барков! Скрыпицы не возьму…» (Размышления по поводу баллады «Тень Баркова») // Вопросы литературы, вып. 6, М., 2003.
- К истории создания шестой главы «Евгения Онегина» // Временник Пушкинской комиссии, СПб.: Наука, 2004.
- «И вот как пишут историю!..» // Вопросы литературы, вып. 4, М., 2004.
- Вокруг «Пророка» // Московский пушкинист, вып. Х, М.: ИМЛИ РАН, 2005.
- Около «Тени Баркова» // Московский пушкинист, вып. Х, М.: ИМЛИ РАН, 2005.
- Поэт, чернь и автор // Вопросы литературы, вып. 2, М., 2005.
- «Подлинны по внутренним основаниям…» // Новый мир, № 6, М., 2005.
- «С Гомером долго ты беседовал один…» // Пушкинский сборник, М.: Три квадрата, 2005.
- «Все это к моде слишком близко…» (Об одной литературоведческой тенденции) // Вопросы литературы, вып. 4, М., 2006.
- Сановник и поэт. К истории конфликта Пушкина с графом М. С. Воронцовым // Новый мир, № 6, М., 2006.
- «Зачем ты, грозный аквилон…» (О стихотворениях «Аквилон», «Арион» и «Туча» // Сборник в честь Валентина Семеновича Непомнящего, М.: Русский мир, 2006.
- «Певец Давид был ростом мал…» // Лирика А. С. Пушкина. Комментарий к одному стихотворению, М.: Наука, 2006.
- Два вопроса к Пушкину. Часть 1 (Александровская колонна или Александрийский маяк? Ещё раз о пушкинском «Памятнике»). (Доклад) // Пушкинская комиссия ИМЛИ РАН. Тексты докладов (2007)
- Анонимный текст: проблема установления авторства // Вопросы литературы, вып. 3, 2007.
- «Всё в жертву памяти твоей…» // Новый мир, № 5, М., 2008.
- «А чара — и не то заставит…» (Цветаевская пушкиниана: взгляд из сегодня) // Октябрь, № 6, 2008.
- «Оставя честь судьбе на произвол…» (Пушкин и Аглая Давыдова) // Вопросы литературы, вып. 6, 2008.
- По клюкву, по клюкву… (об одном неосуществленном замысле Пушкина) (Доклад) // Пушкинская комиссия ИМЛИ РАН: Тексты докладов (2008)
- Рафаэль или Перуджино? (О стихотворении Пушкина «Мадонна») // Вопросы литературы", вып. 2, 2009.
- Александровская колонна или Александрийский маяк? // В кн.: Московский пушкинист, вып. XII, М.: ИМЛИ РАН, 2009.
- Из чего мы бьемся? // Московский пушкинист, вып. XII, М.: ИМЛИ РАН, 2009.
- «Видение Красоты в мире сущей» ("Ты видел Деву на скале…). (Доклад) // Пушкинская комиссия ИМЛИ РАН: Тексты докладов (2009)
- Из опыта работы над «хронологическим» собранием сочинений А. С. Пушкина (Доклад) // Пушкинская комиссия ИМЛИ РАН: Тексты докладов (2010)
- К истории создания сонета «Поэту». Уточнение датировки // Вопросы литературы, вып. 4, 2011.
- «Благослови Москву, Россия…»: Москва после Бородинского сражения // Вопросы литературы, вып. 6, 2011.
- «Крив был Гнедич поэт …» // Вопросы литературы, вып.1 , 2012.
- «И вот как пишут историю!..» // Могилевский поисковый вестник, 2012.
- Стихотворение «В прохладе сладостной фонтанов…»: Кто же он, «поэт той чудной стороны»? (Доклад) // Пушкинская комиссия ИМЛИ РАН: Тексты докладов (2013).
- «Не дай мне Бог сойти с ума…» // Новый мир, 2014, № 3.
- Германн, Пестель и мнимые открытия // Вопросы литературы, 2014, вып. 4.

### Публикации, статьи и другие материалы о жизни и творчестве В. П. Аксёнова
- Последний старт (предисловие к: Аксёнов В. П. «Ленд-лизовские») // Октябрь, № 9, 2010
- Предисловие // Аксёнов В. П. «Ленд-лизовские». М.: Эксмо, 2010.
- «В край недоступных Фудзиям…» (воспоминания) // Казань № 9, 2010.
- Из архива Василия Аксёнова (подготовка и публикация) // Вопросы литературы, вып. 5, 2011.
- Переписка Василия Аксёнова и Беллы Ахмадулиной (подготовка и публикация) // Октябрь, № 10, 2011.
- Письма П. В. Аксёнова (подготовка и публикация) // Казань, № 9, 2011.
- Василий Аксёнов и его поколение в романе «Таинственная страсть» // Вопросы литературы, вып. 4, 2012.
- К 80-летию Василия Аксёнова (рассказы, эссе — подготовка и публикация) // Октябрь, № 8, 2012
- Открытая переписка С. Дмитренко и В. Есипова // Вопросы литературы, вып. 6, 2012.
- Аксёнов В. П. Писатель — это беглец (подготовка, вступительный текст, комментарии) // Знамя, № 3, 2012.
- Рец. на: Кабаков А., Попов Е. Аксёнов (М.:2011) // Знамя, № 5, 2012.
- Незабываемый век // Знамя, № 10, 2012.
- Из архива Василия Аксёнова (подготовка и публикация) // Вопросы литературы, вып. 3, 2013.
- О конфликте Василия Аксёнова с Иосифом Бродским // Вопросы литературы, вып. 3, 2013.
- Василий Аксёнов. Дневники. 1962—1965. (подготовка и публикация) // Вопросы литературы, 2013, вып.6. С. 347—375.
- Из официальной переписки Василия Аксёнова (подготовка и публикация) // Вопросы литературы, 2013, вып.6. С. 376—389.
- Анфан терибль и его родители (предисловие и публикация в: Аксёнов В. П. «Юность» бальзаковского возраста. Воспоминания под гитару) // Октябрь, № 8, 2013.
- Василий Аксёнов в литературном процессе конца 1960—1970 годов (на материале официальной переписки из архива писателя) // Сопоставительная филология и полилингвизм, т. 2, Казань: ПФУ, 2013, С. 11—18.
- Из архива Василия Аксёнова (подготовка и публикация) // Казань, № 8, 2013. С. 30 — 33.
- Из архива Василия Аксёнова (вступительная статья, комментарии, подготовка)//Казань, № 9, 2013. С. 56 — 61.
- Из архива Василия Аксёнова (подготовка и публикация)//Октябрь, 2014, № 8.
- Из архива Василия Аксёнова // Вопросы литературы, 2014, № 4.
- Евгения Гинзбург и Василий Аксёнов // Казань, 2014, № 8.
- Заявка В. Аксёнова на худ. фильм «Диссидент» (предисловие, подготовка и публикация) // Казань, 2014, № 9.

### Книги (ответственный редактор)
- Пушкин А. С. Собрание сочинений: Художественные произведения, критические и публицистические труды, письма, рисунки, пометы и деловые бумаги, размещенные в хронологическом порядке (под общей редакцией В. С. Непомнящего), Т. 4 (1825—1826) — составление, примечания, ответственный редактор. М.: ИМЛИ РАН, 2013.
- Пушкин А. С. Собрание сочинений: Художественные произведения, критические и публицистические труды, письма, рисунки, пометы и деловые бумаги, размещенные в хронологическом порядке (под общей редакцией В. С. Непомнящего), Т. 5 (1826—1827) — составление, примечания, ответственный редактор. М.: ИМЛИ РАН, 2015.
- Пушкин А. С. Собрание сочинений: Художественные произведения, критические и публицистические труды, письма, рисунки, пометы и деловые бумаги, размещенные в хронологическом порядке (под общей редакцией В. С. Непомнящего), Т. 6 — составление, примечания, ответственный редактор. М.: ИМЛИ РАН, 2019. — ISBN 978-5-9208-0555-3.

### Воспоминания и прочие произведения
- Об утраченном времени. М.: Эксмо, 2012. ISBN 978-5-699-60509-5.[8]
- Москва, август 1991-го // Казань, № 4, 2011
- Встречи и прощания: воспоминания о Василии Аксенове, Белле Ахмадулиной, Владимире Войновиче… — СПб. : Нестор-История, 2020. — 336 с., ил., ISBN 978-5-4469-1827-0

## Премии
- Премия журнала «Октябрь» за 2011 год.
- Премия журнала «Вопросы литературы» за 2013 год.
- Премии Эрнеста Хемингуэя журнала «Новый свет» в номинации «публицистика» (2017).
- Премия Бежин луг (Союз российских писателей) за 2019 год[9].
- Премия журнала «Этажи» за 2019 год.
- Премия литературного конкурса «Антоновка. 40+» памяти А. К. Антонова в номинации «Критика» за 2020 год[10].
- Премия журнала «Гостиная» за 2020 год в номинации «Литературоведение»